# A Kongói Köztársaság világörökségi helyszínei
A Kongói Köztársaság területéről eddig két helyszín került fel a világörökségi listára, három helyszín a javaslati listán várakozik a felvételre.
| | Sangha Trinational |
| Kamerun, a Közép-afrikai Köztársaság és a Kongói Köztársaság közös világörökségi helyszíne |                    |
| Felvétel: 2012 |                    |
| Természeti (IX)(X) |                    |
| Hivatkozás: 1380, védett terület: 746 309 ha, pufferzóna: 1 787 950 ha |                    |
| A Kongó-medence északnyugati részén 750 000 hektáron fekvő Sangha Trinational a Közép-afrikai Köztársaság, a Kongói Köztársaság és Kamerun közös világörökségi helyszíne. A három ország találkozási pontjánál kialakított természetvédelmi terület három részből áll, ezek a Lobéké Nemzeti Park Kamerunban, a Dzanga-Ndoki Nemzeti Park a Közép-afrikai Köztársaságban és a Nouabalé-Ndoki Nemzeti Park Kongóban. A parkok egy sokkal nagyobb erdős térségben helyezkednek el, ahol egy 1790 000 hektáros puffer zónát jelöltek ki a védelmére. A puffer zóna része a Dzanga-Sanga Erdei Rezervátum, ami a Dzanga-Ndoki nemzeti park két különálló részét köti össze. Sangha Trinational legnagyobb része mentes az emberi tevékenységtől, érintetlen trópusi esőerdő, gazdag és változatos növény- és állatvilággal. Az erdő egyes részét örökzöld növények borítják, már részei állandóan mocsaras illetve periodkusan víz alá kerülő területek. A park védelmet nyújt olyan ritka és veszélyeztetett fajoknak mint a síkvidéki gorilla, az erdei elefánt, a csimpánz, valamint több antilopfajnak, köztük a szitutungának és a bongónak. |                    |

| | Odzala-Kokoua erdős hegysége |
| 2023 |                              |
| Természeti (IX)(X) |                              |
| Védett terület: 1 179 376 ha, puffer zóna: 4 206 860 ha, hivatkozás: 692 |                              |
| A kivételesen nagy kiterjedésű világörökségi helyszín a szavanna jellegű ökoszisztémák jégkorszak utáni erdősödésének kiemelkedő példája. Ökológiailag rendkívül fontos terület mivel többfajta életközösség (kongói erdő, alsó-guineai erdő és szavanna) találkozási pontjánál fekszik. Az itteni élőlények életkora széles skálán mozog, ez hozzájárul a park rendkívül egyedi ökológiájához, amely sokféle, figyelemre méltó ökológiai folyamatot foglal magában. Itt található az erdei elefánt egyik legfontosabb közép-afrikai élőhelye, ezen kívül a védett terület a régió leggazdagabb főemlős diverzitású parkjaként ismert. |                              |

## Elhelyezkedésük
| Sangha Trinational Odzala-Kokoua erdős hegysége |

## Javasolt helyszínek
| Megnevezés                        | Kép | Típus      | Kritérium | Év   | Link |
| --------------------------------- | --- | ---------- | --------- | ---- | ---- |
| Loango egykori rabszolga kikötője |     | Kulturális | VI        | 2008 | 5373 |
| Mbé királyi birtok                |     | Kulturális | V, VI     | 2008 | 5374 |
| Conkouati-Douli Nemzeti Park      |     | Természeti | IX, X     | 2008 | 5375 |